# Lacandon (langue)
Le lacandon (jach-t’aan en lacandon) est une langue amérindienne de la famille des langues mayas proche du maya yucatèque. 

## Écriture
| ʼ | a  | ä | b | ch | chʼ | e   | h | i | k | kʼ | l | m | n | o |
| p | pʼ | s | t | tʼ | tz  | tzʼ | u | v | w | x  | y |   |   |   |

| a | ʌ | b | ch | chʼ | e   | i | j | k | kʼ | m | n | o | p | pʼ |
| r | s | t | tʼ | ts  | tsʼ | u | v | w | x  | y | ʼ |   |   |    |